# Annogóra
Annogóra [pronunciación en polaco: /annɔˈɡura/] es un pueblo en el distrito administrativo de Gmina Obrzycko, dentro del Distrito de Szamotuły, Voivodato de Gran Polonia, en el oeste de Polonia. Se encuentra aproximadamente 6 kilómetros al norte de Obrzycko, 18 kilómetros al norte de Szamotuły, y 48 kilómetros al noroeste de la capital regional, Poznań.